# Denis Alexandrowitsch Bodrow
Denis Alexandrowitsch Bodrow (russisch Денис Александрович Бодров; * 22. August 1986 in Moskau, Russische SFSR) ist ein russischer Eishockeyspieler, der seit Mai 2021 beim HK Sibir Nowosibirsk in der Kontinentalen Hockey-Liga unter Vertrag steht.

## Karriere

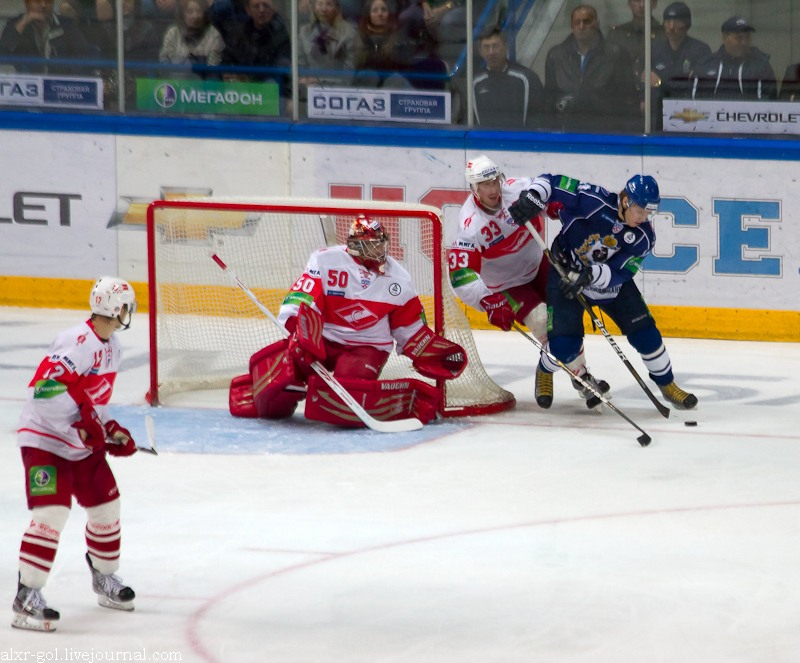
Denis Bodrow (2. von rechts) im Trikot des HK Spartak Moskau, Oktober 2011

Denis Bodrow begann seine Karriere als Eishockeyspieler im Nachwuchsbereich des HK Lada Toljatti, für dessen zweite Mannschaft er von 2002 bis 2004 in der drittklassigen Perwaja Liga aktiv war. Anschließend verbrachte der Verteidiger ein Jahr bei ZSK WWS Samara in der Wysschaja Liga, der zweiten russischen Spielklasse, ehe er zu Lada Toljatti zurückkehrte. Mit Lada gewann er auf europäischer Ebene 2006 den IIHF Continental Cup. Im Anschluss an diese Spielzeit wurde er im NHL Entry Draft 2006 in der zweiten Runde als insgesamt 55. Spieler von den Philadelphia Flyers ausgewählt, für die er allerdings nie spielte. Die Saison 2008/09 begann der Linksschütze erneut bei Lada Toljatti in der neugegründeten Kontinentalen Hockey-Liga, ehe er im Laufe der Spielzeit im Tausch gegen Michail Gluchow an Atlant Mytischtschi abgegeben wurde. Nach nur zwölf Spielen in der Saison 2009/10 wurde sein Vertrag mit Atlant aufgrund von fehlendem sportlichen Erfolg wieder aufgelöst und er beendete die Spielzeit bei Philadelphias Farmteam Adirondack Phantoms in der American Hockey League.
Zur Saison 2010/11 wurde Bodrow vom KHL-Teilnehmer HK Spartak Moskau verpflichtet, für den er bis April 2014 aktiv war. Während dieser Zeit wurde er 2012 zunächst zum Assistenzkapitän und 2013 zum Mannschaftskapitän ernannt. Zwischen 2014 und 2017 stand er bei Salawat Julajew Ufa unter Vertrag, anschließend bis 2020 bei Awtomobilist Jekaterinburg und folgend fünf Monate beim HK Traktor Tscheljabinsk. 
Seit Mai 2021 spielt er für den HK Sibir Nowosibirsk.

### International
Für Russland nahm Bodrow an der U20-Junioren-Weltmeisterschaft 2006 teil, bei der er mit seiner Mannschaft den zweiten Platz belegte.

## Erfolge und Auszeichnungen
- 2006 Silbermedaille bei der U20-Junioren-Weltmeisterschaft
- 2006 IIHF-Continental-Cup-Gewinn mit dem HK Lada Toljatti

## KHL-Statistik
(Stand: Ende der Saison 2018/19)